# Houplin-Ancoisne
Houplin-Ancoisne (bis 1959: Houplin-lez-Seclin) ist eine französische Gemeinde mit 3301 Einwohnern (Stand: 1. Januar 2022) im Département Nord in der Region Hauts-de-France. Sie gehört zum Arrondissement Lille und zum Kanton Faches-Thumesnil. Die Einwohner werden Houplinois genannt.

## Geografie
Houplin-Ancoisne liegt neun Kilometer südlich der Innenstadt von Lille. Die kanalisierte Deûle begrenzt die Gemeinde im Nordwesten. Umgeben wird Houplin-Ancoisne von den Nachbargemeinden Haubourdin im Norden, Emmerin im Nordosten, Noyelles-lès-Seclin im Osten, Seclin im Süden, Gondecourt im Südwesten und Santes im Nordwesten. 

## Bevölkerungsentwicklung
| Jahr                       | 1962 | 1968 | 1975 | 1982 | 1990 | 1999 | 2006 | 2013 | 2020 |
| Einwohner                  | 2269 | 2370 | 2653 | 3009 | 3407 | 3631 | 3517 | 3480 | 3299 |
| Quellen: Cassini und INSEE |      |      |      |      |      |      |      |      |      |

## Sehenswürdigkeiten
- Kirche Saint-Martin, seit 1966 Monument historique mit Grabmal von Louis de La Touillière
- Kirche Notre-Dame de Lourdes, 1901 erbaut
- Gutshof Pouillerie
- Mediterraner Gartenpark „Mosaïc“
- Britischer Militärfriedhof

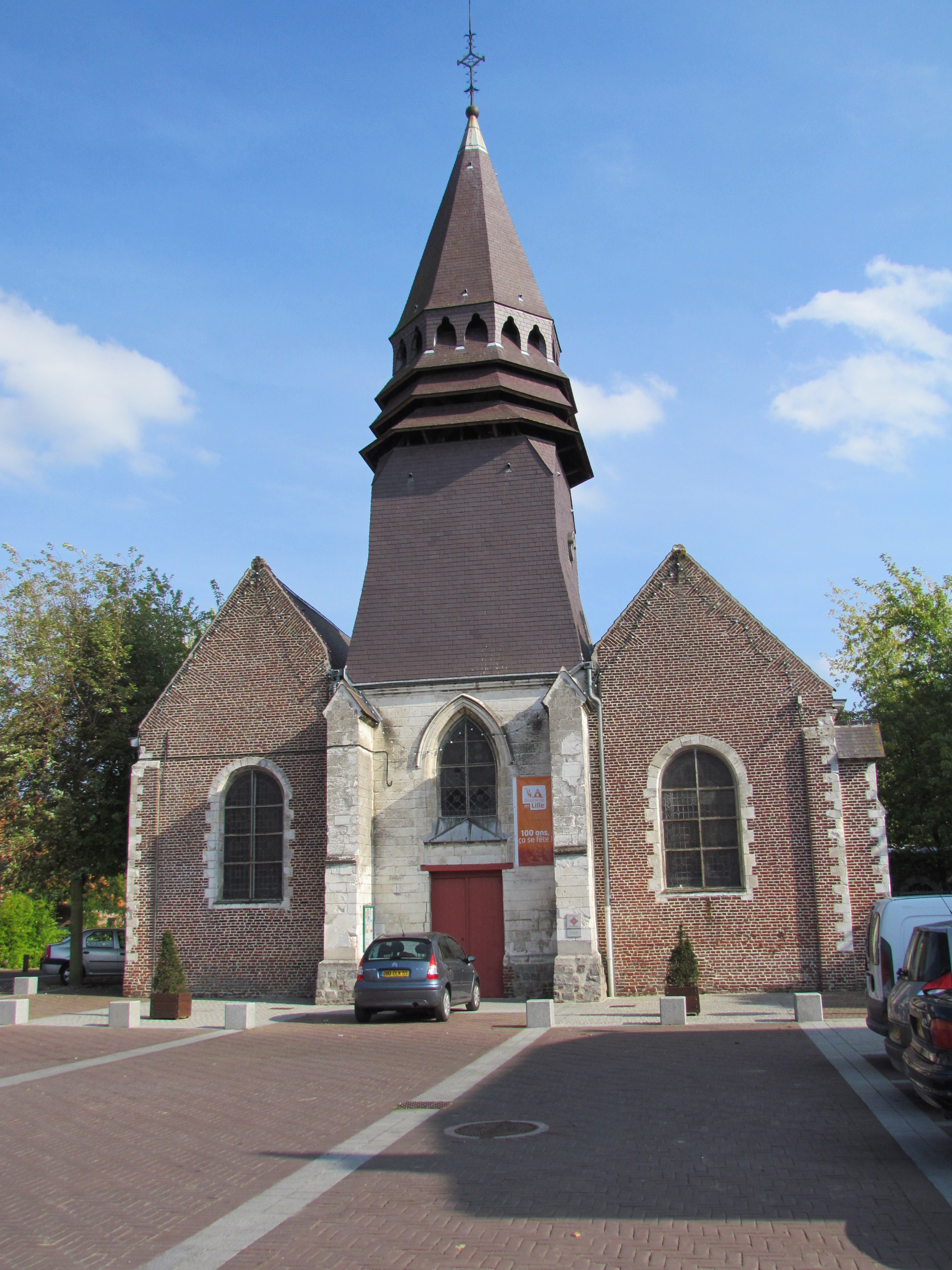
Kirche Saint-Martin
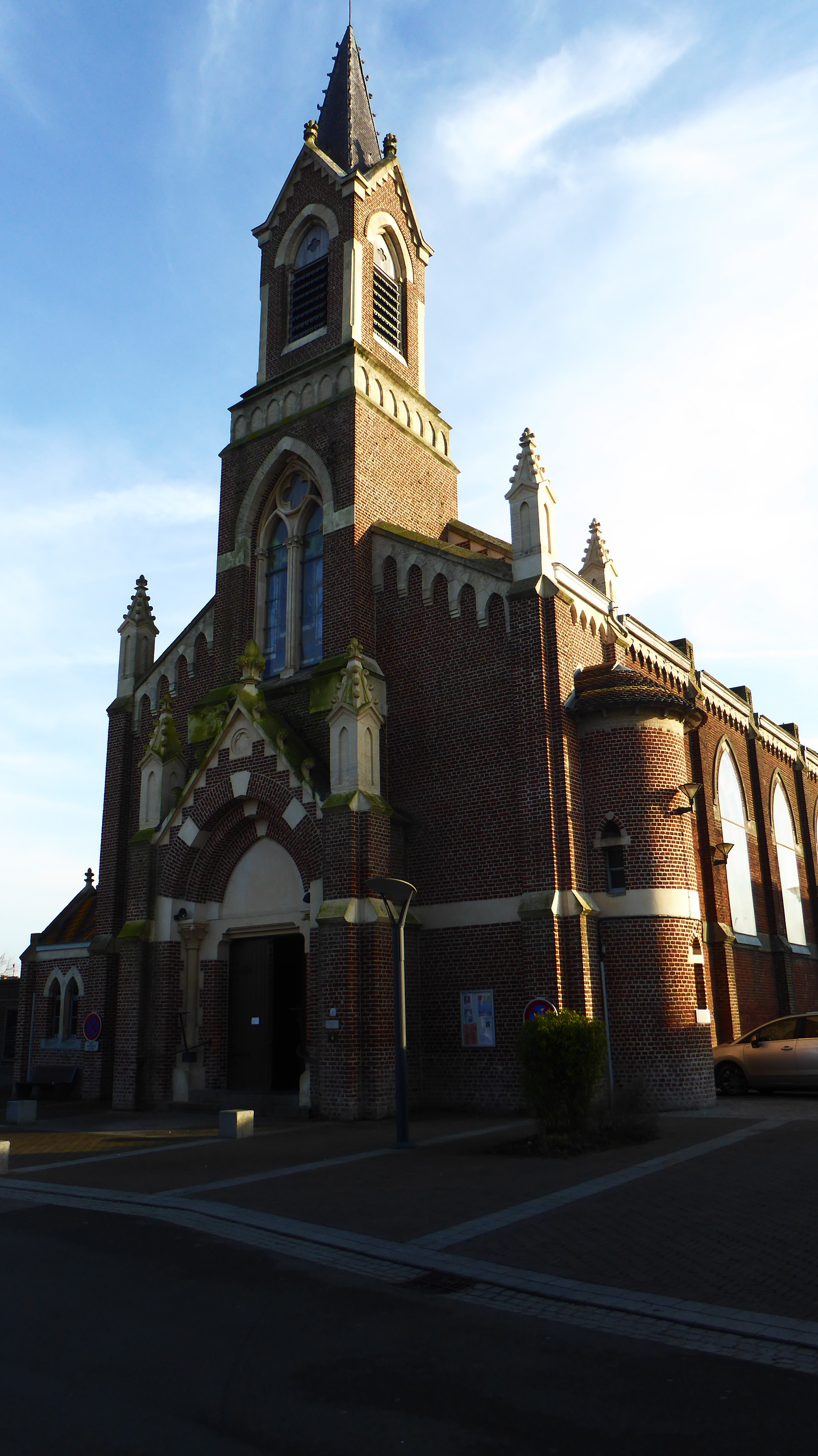
Kirche Notre-Dame de Lourdes
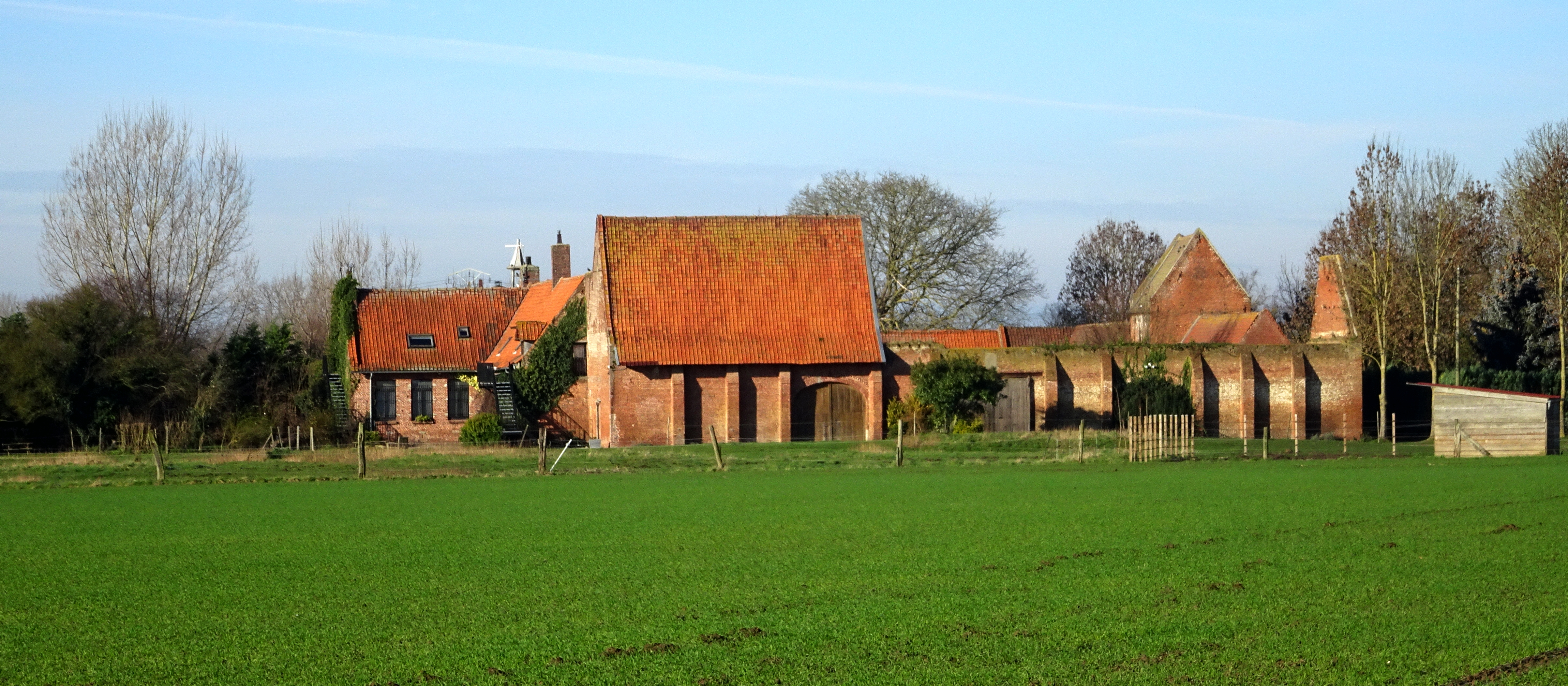
Gutshof Pouillerie
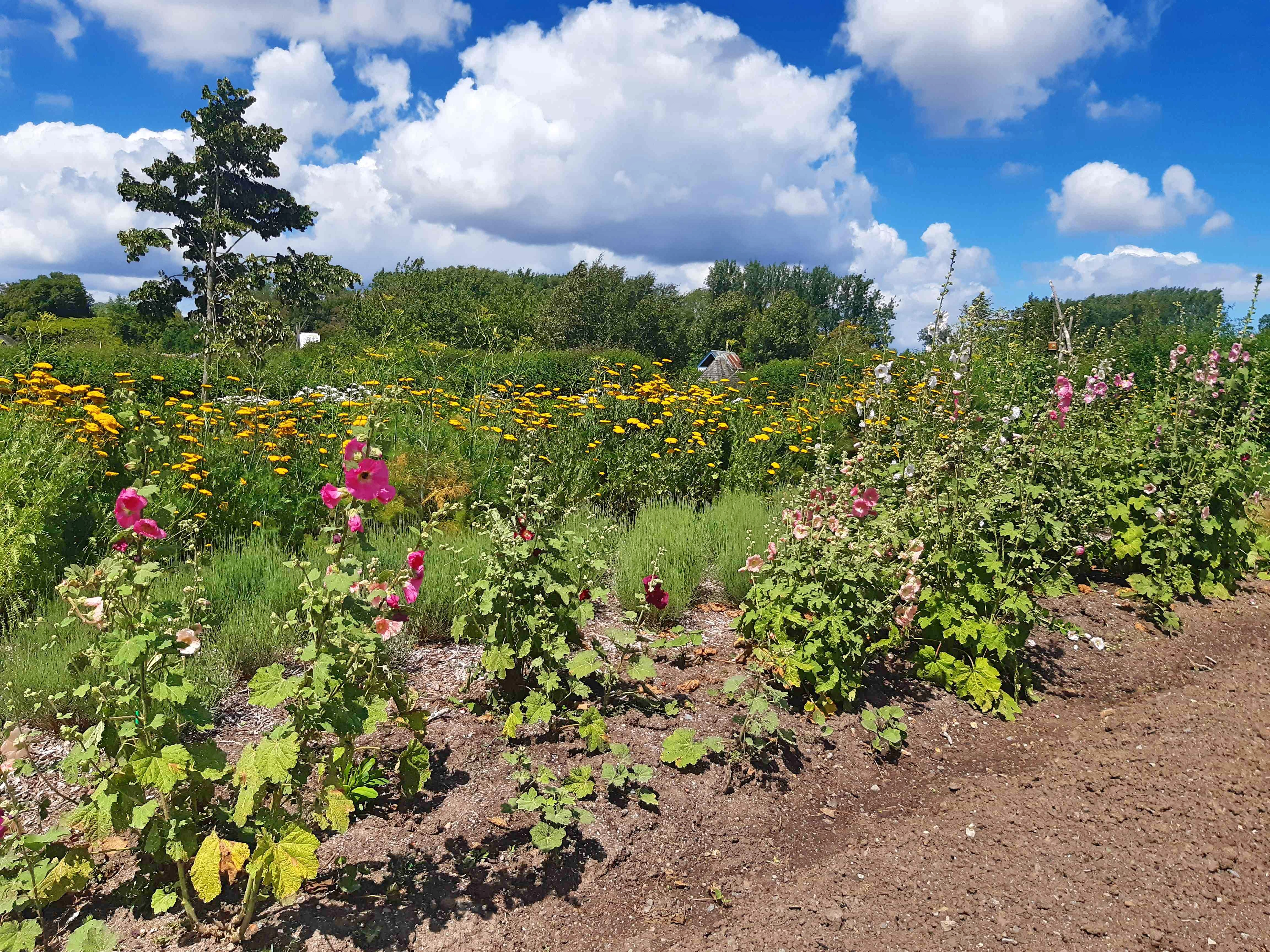
Gartenpark „Mosaïc“
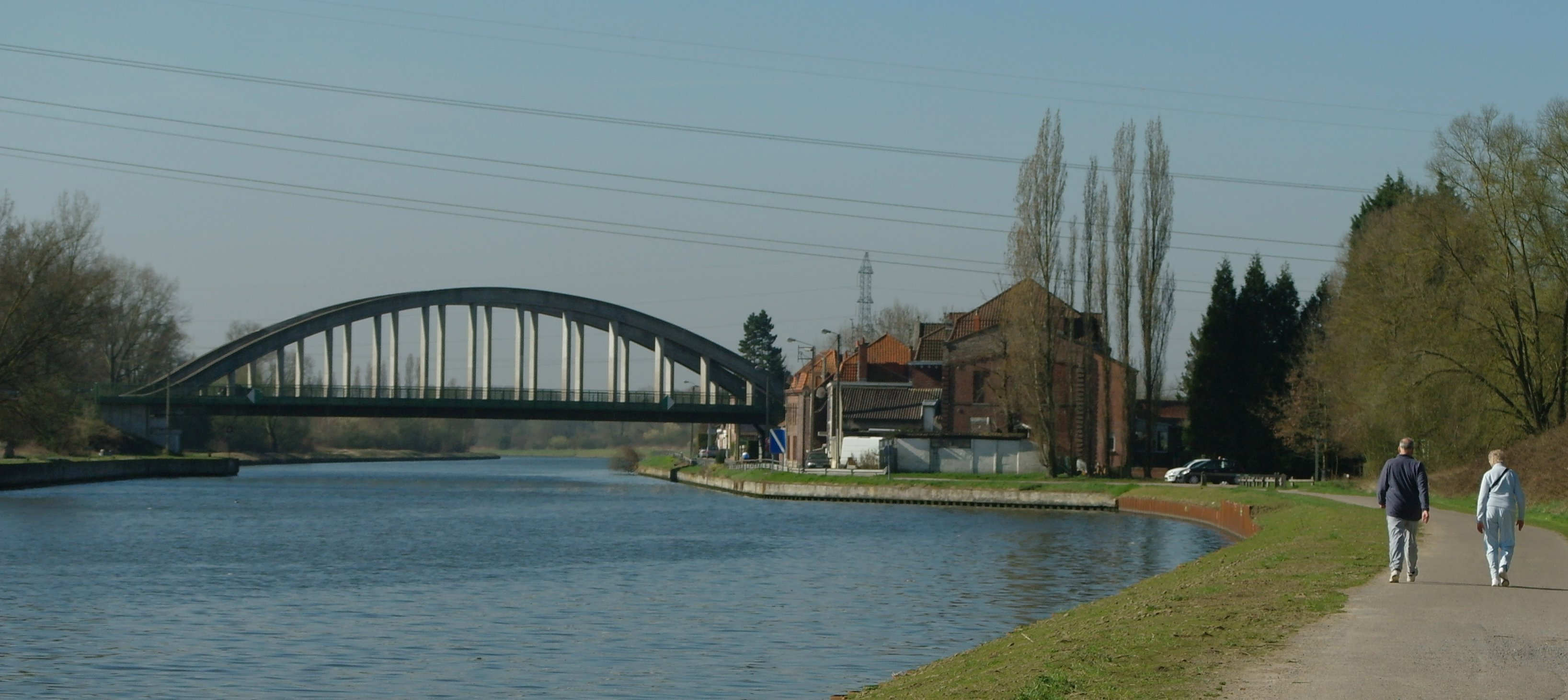
Brücke über die kanalisierte Deûle